# HMS Sundsvall (J12)
HMS Sundsvall (J12) var en stadsjagare i svenska flottan som byggdes på Eriksbergs Mekaniska Verkstads AB och sjösattes 20 oktober 1942 som den andra av fyra jagare i Visbyklassen Sundsvall genomgick flera ombyggnader efter kriget, och blev tillsammans med systerfartyget HMS Visby (J11) föremål för de största förändringarna. I likhet med samtliga fartyg i klassen byggdes fartyget om till fregatt, vilket skedde år 1966. Sundsvall utrangerades 1 juli 1982, och användes senare som mål för skjutning med robot Robot 15. Fartyget såldes 1984 för skrotning i Spanien.

## Utformning och bestyckning
Sundsvall var 97,5 meter lång och 9,2 meter bred. Skrovet var byggt av stål medan överbyggnaderna var byggda av lättmetall. Den huvudsakliga överbyggnaden stod strax för om midskepps och inrymde bland annat manskapskök, styrhytt och manövreringshytt samt kommandobrygga. Maskineriet bestod av tre oljeeldade ångpannor typ Penhoët A som genererade ånga åt två stycken de Laval ångturbiner på 36 000 hästkrafter, vilka i sin tur drev två propellrar. Detta maskineri gav fartygen en maxhastighet av 39 knop. Huvudartilleriet bestod av tre stycken 12 cm kanoner m/24 och det övriga luftvärnet utgjordes av åtta 40 mm luftvärnsautomatkanoner m/36. Dessutom fanns luftvärnskulsprutor och torpedtuber, och drygt 40 minor och 16 sjunkbomber kunde medföras.

## Historia
Sundsvall byggdes på Eriksbergs Mekaniska Verkstads AB i Göteborg, sjösattes den 20 oktober 1942 och levererades till marinen 17 september 1943. Efter leveransen sattes Sundsvall in i kustflottan, där hon tjänstgjorde under återstoden av andra världskriget.

### Ombyggnad
I mitten av 1960-talet genomgick Sundsvall en omfattande ombyggnation. Den förliga och aktra 12 cm kanonen byttes ut mot 57 mm luftvärnsautomatkanoner m/50D och den tredje togs bort och ersattes av en 37,5 cm antiubåtsraketpjäs. Vidare tillkom ytterligare två sjunkbombsfällare m/33 och minkapaciteten utökades till 130 minor. Helikopterplattform byggdes och ny eldledning installerades med en ny radarantenn i en radom på bryggdäck. År 1965 omklassades fartyget till fregatt och 1966 var ombyggnationen genomförd.

### Utrangering
Sundsvall utrangerades den 1 juli 1982, vartefter hon användes som målfartyg för provskjutning med RBS 15 innan hon år 1984 såldes för skrotning i Spanien.

## Bildgalleri

HMS Sundsvalls vapen.
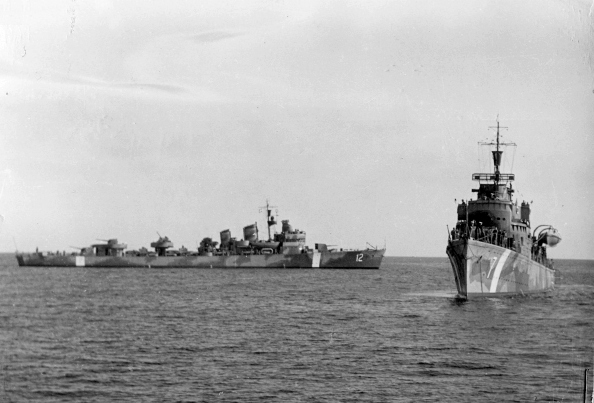
Sundsvall som jagare, tillsammans med HMS Malmö (J7).
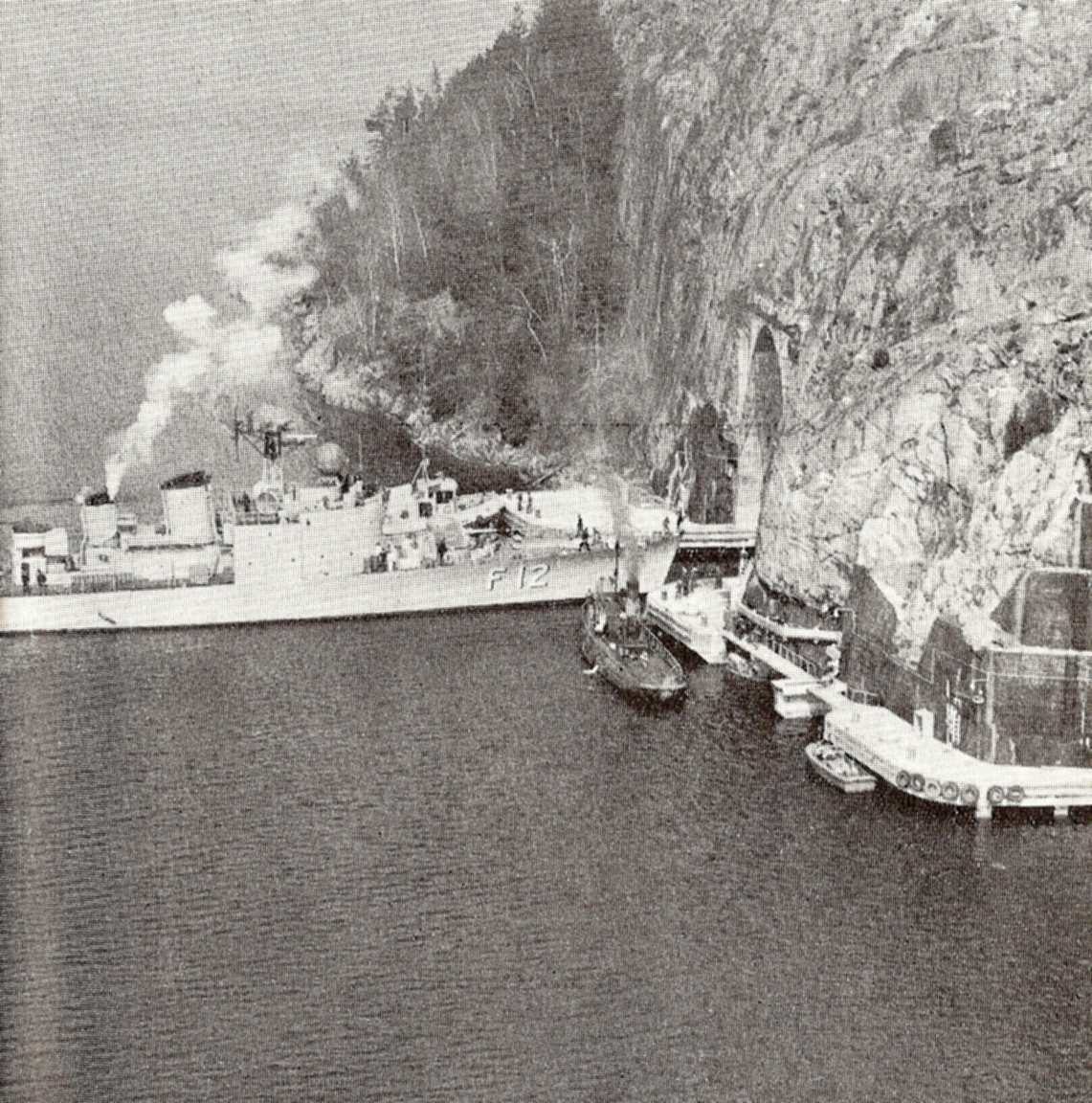
Sundsvall på väg in i en av Musköbasens fartygstunnlar.
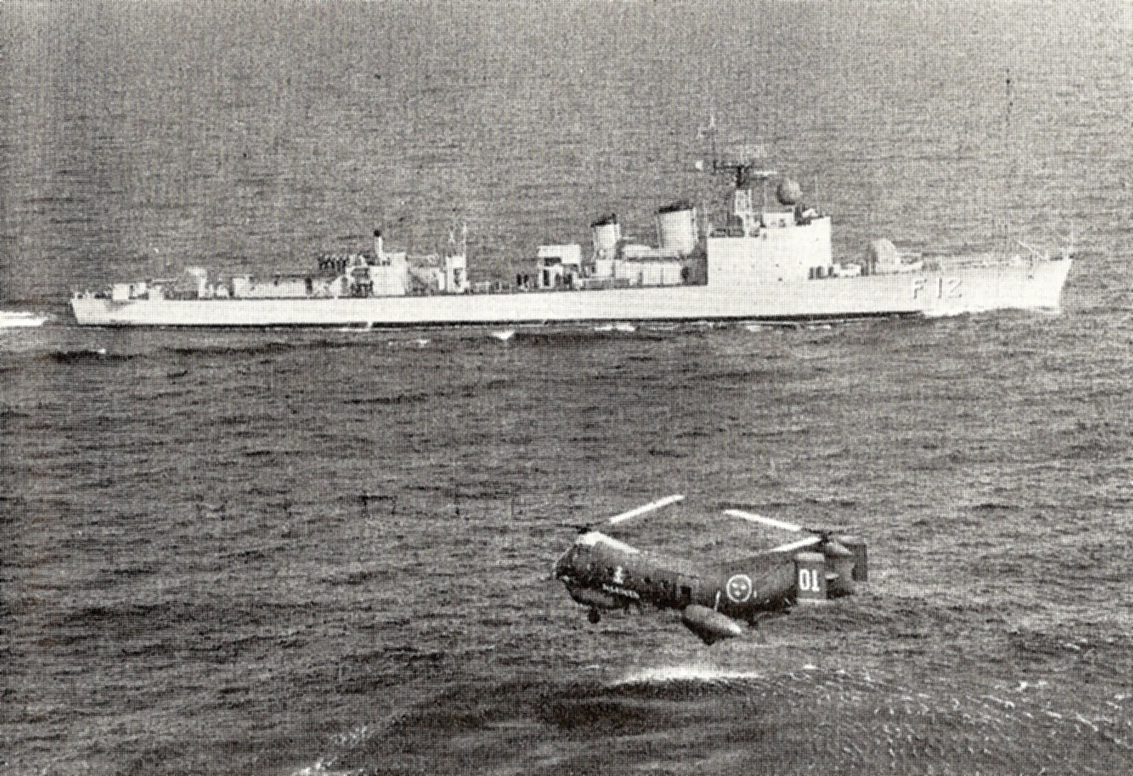
Tillsammans med helikopter.